# Diplodocoidea
Die Diplodocoidea sind eine Gruppe von sauropoden Dinosauriern, welche die Familien Diplodocidae, Dicraeosauridae und Rebbachisauridae umfasst. Sie traten erstmals im Oberjura auf, wo sie die größte Artenvielfalt erreichten. Während die Diplodocidae an der Jura-Kreide-Grenze ausstarben, überlebten die Dicraeosauridae bis in die Unterkreide. Die Rebbachisauridae, die letzte Familie der Diplodocoidea, tauchten dagegen erstmals in der Unterkreide auf und waren bis in die frühe Oberkreide (Coniacium) vertreten. 
Jüngere Zahnfunde aus dem Campanium und Maastrichtium der Bauru-Gruppe in Brasilien weisen jedoch darauf hin, dass Vertreter der Diplodocoidea bis in die späte Oberkreide überlebt haben könnten. Die Diplodocoidea sind aus Nordamerika, Südamerika, Europa und Afrika nachgewiesen.

## Merkmale
Die Diplodocoidea unterschieden sich von anderen Sauropoden insbesondere im Bau des Schädels und der Wirbelsäule. Die Kiefer formten von oben betrachtet ein annähernd rechteckiges Gebiss. Die Zähne waren dabei auf den vordersten Bereich der Kiefer beschränkt. Am stärksten waren diese Merkmale bei den Rebbachisauriden ausgeprägt, bei denen sämtliche Zähne in einer frontalen, geraden Zahnreihe angeordnet waren, die senkrecht zur Längsachse des Kiefers orientiert war. Dieses Merkmal der Rebbachisauriden ist unter allen Dinosauriern einzigartig. Für die Diplodocoidea bezeichnend waren außerdem die schmalen Zahnkronen: So zeigten ursprünglichere Sauropoden breite, sich überlappende Zahnkronen.
Die Diplodocidae und die Dicraeosauridae zeichnen sich durch gegabelte Dornfortsätze der Hals- und Rückenwirbel aus. Diese gegabelten Dornfortsätze werden bei den Dicraeosauriden Amargasaurus und Dicraeosaurus über vier Mal so hoch wie die entsprechenden Wirbelkörper. Dieses Merkmal könnte die Ausbildung elastischer Ligamente erlaubt haben, die innerhalb der Gabelungen entlang der Wirbelsäule verliefen. Die Diplodocidae zeichneten sich zudem durch einen stark verlängerten Schwanz aus, der aus über 80 Wirbeln zusammengesetzt war – fast doppelt so viele wie bei einigen ursprünglicheren Sauropoden. Die hinteren ca. 30 Schwanzwirbel waren zudem zweiseitig konvex und verlängert. Dieser spezialisierte Schwanz („Peitschenschwanz“) könnte eine direkte Verteidigungsfunktion gehabt, aber auch der Lärmerzeugung gedient haben. Funde von verlängerten, zweiseitig konvexen Schwanzwirbeln bei Dicraeosauriden und Rebbachisauriden könnten zeigen, dass auch diese Gruppen einen Peitschenschwanz besessen haben. Diese Hypothese kann jedoch nur durch weitere Fossilfunde bestätigt oder widerlegt werden.

## Systematik und Definition

### Systematik

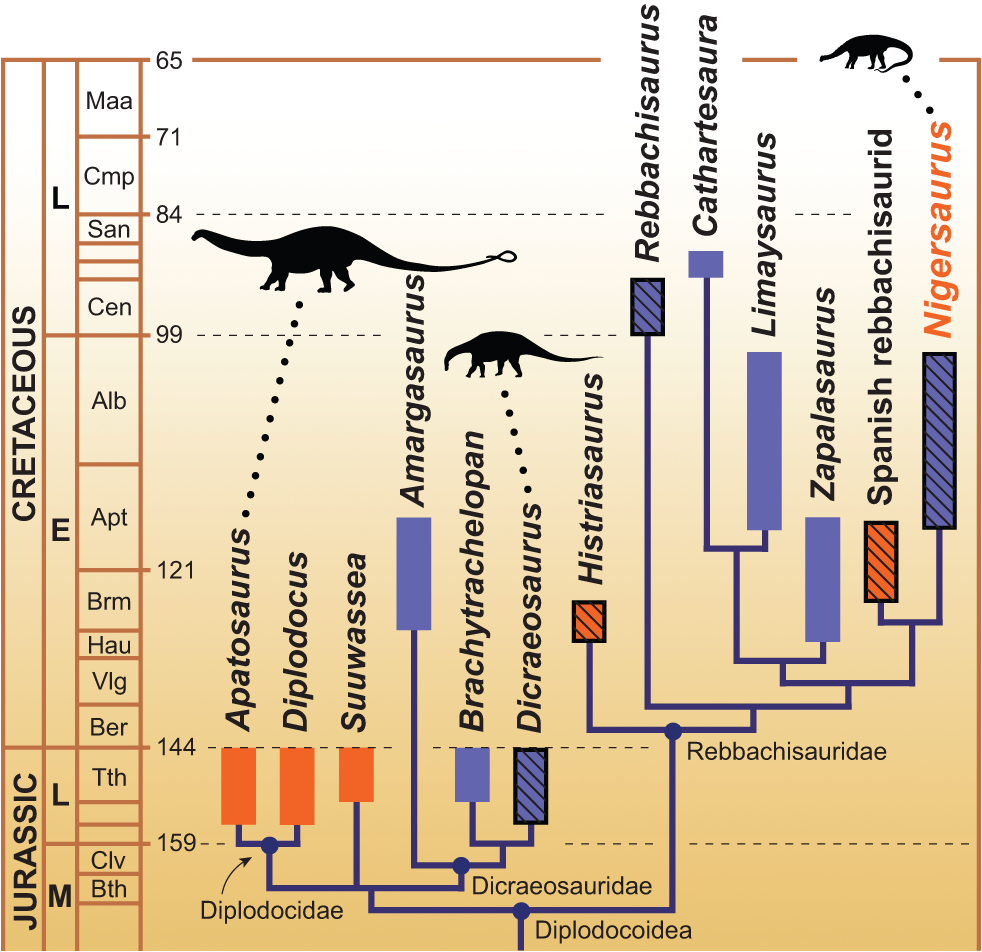
Kladogramm der Diplodocoidea (nach Sereno, Wilson, Witmer, Whitlock, Maga et al. (2007))

Die Diplodocoidea bilden zusammen mit den Macronaria die Gruppe Neosauropoda. Die Macronaria enthalten die Brachiosauridae, Camarasaurus sowie die Titanosauria. Die Neosauropoda schließen sämtliche abgeleitete (fortgeschrittene) Sauropoden mit ein.
Die Systematik innerhalb der Diplodocoidea ist gut bekannt und relativ unumstritten – problematisch ist lediglich die systematische Position von Haplocanthosaurus. Innerhalb der Diplodocoidea werden drei Familien unterschieden: die ursprünglicheren Rebbachisauridae sowie die Dicraeosauridae und die Diplodocidae. Die Diplodocidae und die Dicraeosauridae werden häufig als Flagellicaudata zusammengefasst. Verschiedene ursprüngliche Gattungen wie Amphicoelias und Suuwassea werden zwar innerhalb der Diplodocoidea klassifiziert, jedoch außerhalb der drei Familien gestellt.
Es folgt ein aktuelles Kladogramm-Beispiel (vereinfacht nach Harris und Dodson, 2004):
|  | Dicraeosaurus |
|  |               |
|  | Amargasaurus  |
|  |               |

|              | Apatosaurus                                               |
|              |                                                           |
| Diplodocinae | \| \| Barosaurus \| \| \| \| \| \| Diplodocus \| \| \| \| |
|              | \| \| Barosaurus \| \| \| \| \| \| Diplodocus \| \| \| \| |
|              | Barosaurus                                                |
|              |                                                           |
|              | Diplodocus                                                |
|              |                                                           |

|  | Barosaurus |
|  |            |
|  | Diplodocus |
|  |            |

|  | Dicraeosaurus |
|  |               |
|  | Amargasaurus  |
|  |               |

|              | Apatosaurus                                               |
|              |                                                           |
| Diplodocinae | \| \| Barosaurus \| \| \| \| \| \| Diplodocus \| \| \| \| |
|              | \| \| Barosaurus \| \| \| \| \| \| Diplodocus \| \| \| \| |
|              | Barosaurus                                                |
|              |                                                           |
|              | Diplodocus                                                |
|              |                                                           |

|  | Barosaurus |
|  |            |
|  | Diplodocus |
|  |            |

|                         | Rebbachisaurus |
|                         |                |
|                         | Nigersaurus    |
|                         |                |
|                         | Rayososaurus   |
| Vorlage:Klade/Wartung/3 |                |

|  | Dicraeosaurus |
|  |               |
|  | Amargasaurus  |
|  |               |

|              | Apatosaurus                                               |
|              |                                                           |
| Diplodocinae | \| \| Barosaurus \| \| \| \| \| \| Diplodocus \| \| \| \| |
|              | \| \| Barosaurus \| \| \| \| \| \| Diplodocus \| \| \| \| |
|              | Barosaurus                                                |
|              |                                                           |
|              | Diplodocus                                                |
|              |                                                           |

|  | Barosaurus |
|  |            |
|  | Diplodocus |
|  |            |

|  | Dicraeosaurus |
|  |               |
|  | Amargasaurus  |
|  |               |

|              | Apatosaurus                                               |
|              |                                                           |
| Diplodocinae | \| \| Barosaurus \| \| \| \| \| \| Diplodocus \| \| \| \| |
|              | \| \| Barosaurus \| \| \| \| \| \| Diplodocus \| \| \| \| |
|              | Barosaurus                                                |
|              |                                                           |
|              | Diplodocus                                                |
|              |                                                           |

|  | Barosaurus |
|  |            |
|  | Diplodocus |
|  |            |

|                         | Rebbachisaurus |
|                         |                |
|                         | Nigersaurus    |
|                         |                |
|                         | Rayososaurus   |
| Vorlage:Klade/Wartung/3 |                |

### Forschungsgeschichte und Definition
1884 benannte Othniel Charles Marsh die Familie Diplodocidae mit der einzigen Gattung Diplodocus. Der Name Diplodocoidea wurde erstmals von Paul Upchurch (1995) verwendet. Trotzdem wird Marsh die Prägung des Namens Diplodocoidea zuerkannt, da laut den Internationalen Regeln für die Zoologische Nomenklatur (ICZN) die Prägung einer Familie (Endung -idae) automatisch mögliche Unterfamilien (-inae) und Überfamilien (-oidea) mit einschließt.
Upchurch (1995) ordnete den Diplodocoidea anfangs drei Familien zu: die Diplodocidae, die Dicraeosauridae sowie die Nemegtosauridae. Die Nemegtosauridae, bestehend aus den Gattungen Nemegtosaurus und Quaesitosaurus, waren lediglich durch Schädelfunde bekannt, die deutliche Ähnlichkeiten mit der typischen Schädelform der Diplodocoidea aufweisen. Heute gelten diese Gattungen jedoch als Vertreter der Titanosauria; die Gemeinsamkeiten in der Schädelform werden auf konvergente Evolution zurückgeführt. Heute werden die Diplodocoidea als stammlinienbasiertes Taxon (stem-based definition) definiert, das alle Taxa umfasst, die näher mit Diplodocus als mit Saltasaurus verwandt waren.

### Gattungsliste
| Gattungen mit sicherer Zuordnung zu den Diplodocoidea - Amargasaurus - Amazonsaurus - Amphicoelias - Apatosaurus - Barosaurus - Brachytrachelopan - Cathartesaura - Dicraeosaurus - Dinheirosaurus - Diplodocus (inklusive Seismosaurus) - Dyslocosaurus | - Kaatedocus - Limaysaurus - Nigersaurus - Rayososaurus - Rebbachisaurus - Supersaurus - Suuwassea - Tornieria - Zapalasaurus | Gattungen mit umstrittener Zuordnung zu den Diplodocoidea - Cetiosauriscus - Eobrontosaurus - Losillasaurus - Haplocanthosaurus |